# Johann Ernst Bach (Organist)
Johann Ernst Bach, latinisiert auch Johannes Ernestus Bach (getauft am 8. Augustjul. / 18. August 1683greg. in Arnstadt; † 21. März 1739 ebenda), war ein deutscher Organist aus der Familie Bach.

## Leben
Johann Ernst Bach war das dritte Kind von Johann Christoph Bach, dem Zwillingsbruder von Johann Ambrosius Bach. Nach dem Tod des Vaters wuchs er bei Verwandten in Ohrdruf auf, wo er mit seinem Cousin Johann Sebastian Bach bis 1701 das Lyzeum besuchte. 
Nach seiner Schulzeit wirkte er einige Jahre als Musiker zunächst in Hamburg, dann in Frankfurt am Main. 1705 kehrte er nach Arnstadt zurück, wo er in Vertretung Johann Sebastian Bachs zeitweilig die Orgel der Neuen Kirche spielte. Nachdem dieser 1707 nach Mühlhausen gewechselt hatte, bewarb sich Johann Ernst um die Nachfolge, welche ihm 1708 zugesprochen wurde. Als Besoldung erhielt er weniger als die Hälfte des Gehaltes seines Vorgängers. 1728 wurde er zudem Organist der Oberkirche und der Liebfrauenkirche. 
Eine Bewerbung auf das Organistenamt in Gehren im Jahre 1727 war nicht von Erfolg. 
Von eigenen Werken ist nichts bekannt. Möglicherweise aber war er Vorbesitzer des Altbachischen Archivs.